# Evaň
Evaň (en allemand : Eywan) est une commune du district de Litoměřice, dans la région d'Ústí nad Labem, en République tchèque. Sa population s'élevait à 289 habitants en 2021.

## Géographie
Evaň se trouve à 19 km au sud-est de Litoměřice, à 31 km au sud d'Ústí nad Labem et à 46 km au nord-ouest de Prague.
La commune est limitée par Křesín au nord-ouest et au nord, par Libochovice et Budyně nad Ohří et Mšené-lázně à l'est, et par Peruc au sud et au sud-ouest.

## Histoire
La première mention écrite du village date de 1437.

## Administration
La commune se compose de deux quartiers :
- Evaň
- Horka

## Patrimoine naturel
Sur le territoire de la commune se trouve Evaňská rokle, une zone naturelle protégée de 16,472 ha, constituée le 15 mai 2012.

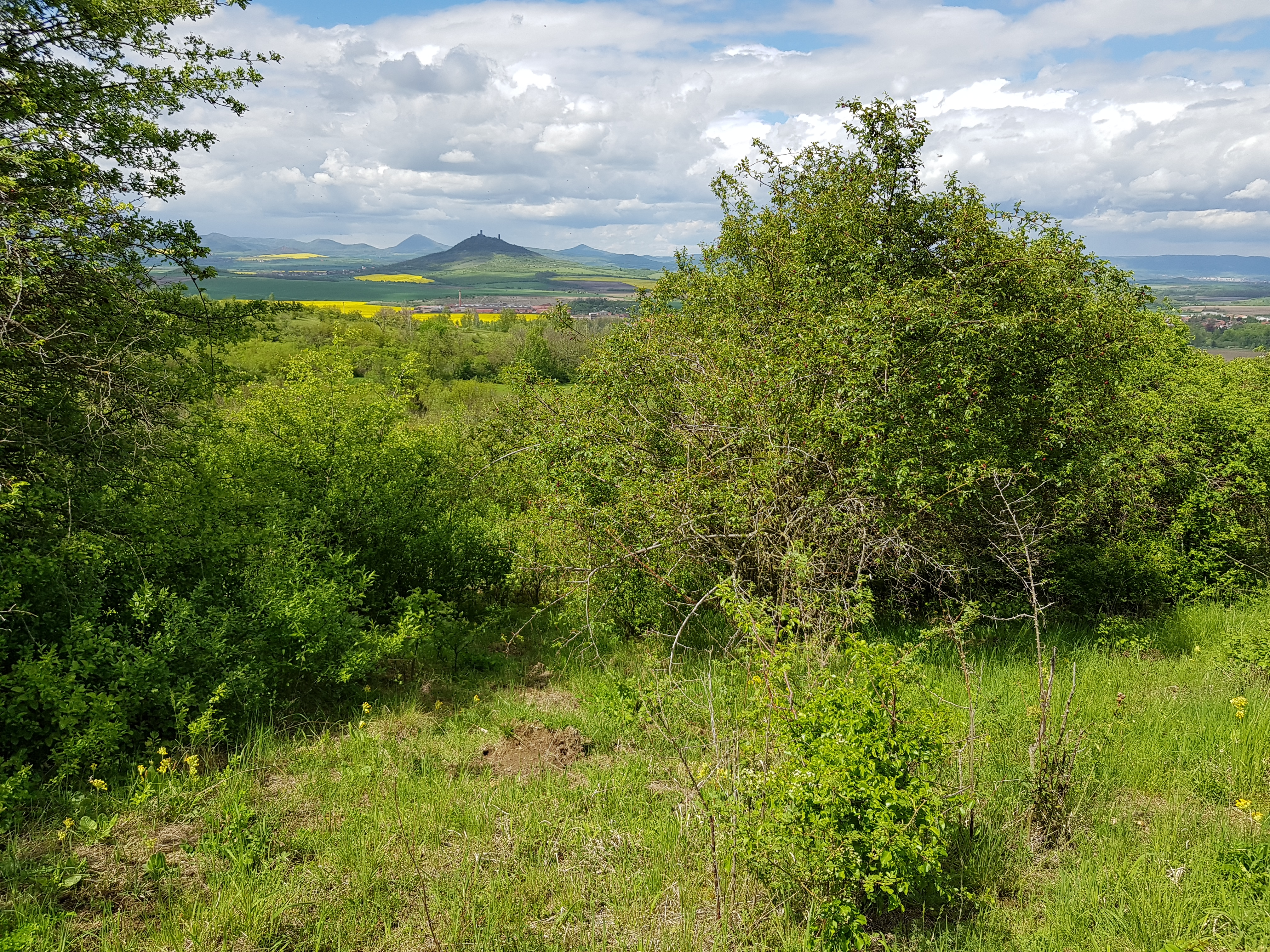
PP Evaňská rokle.

## Transports
Par la route, Evaň se trouve à 21 km de Louny, à 24 km de Litoměřice, à 44 km d'Ústí nad Labem et à 59 km de Prague.